# Gerarda Gockingahuis

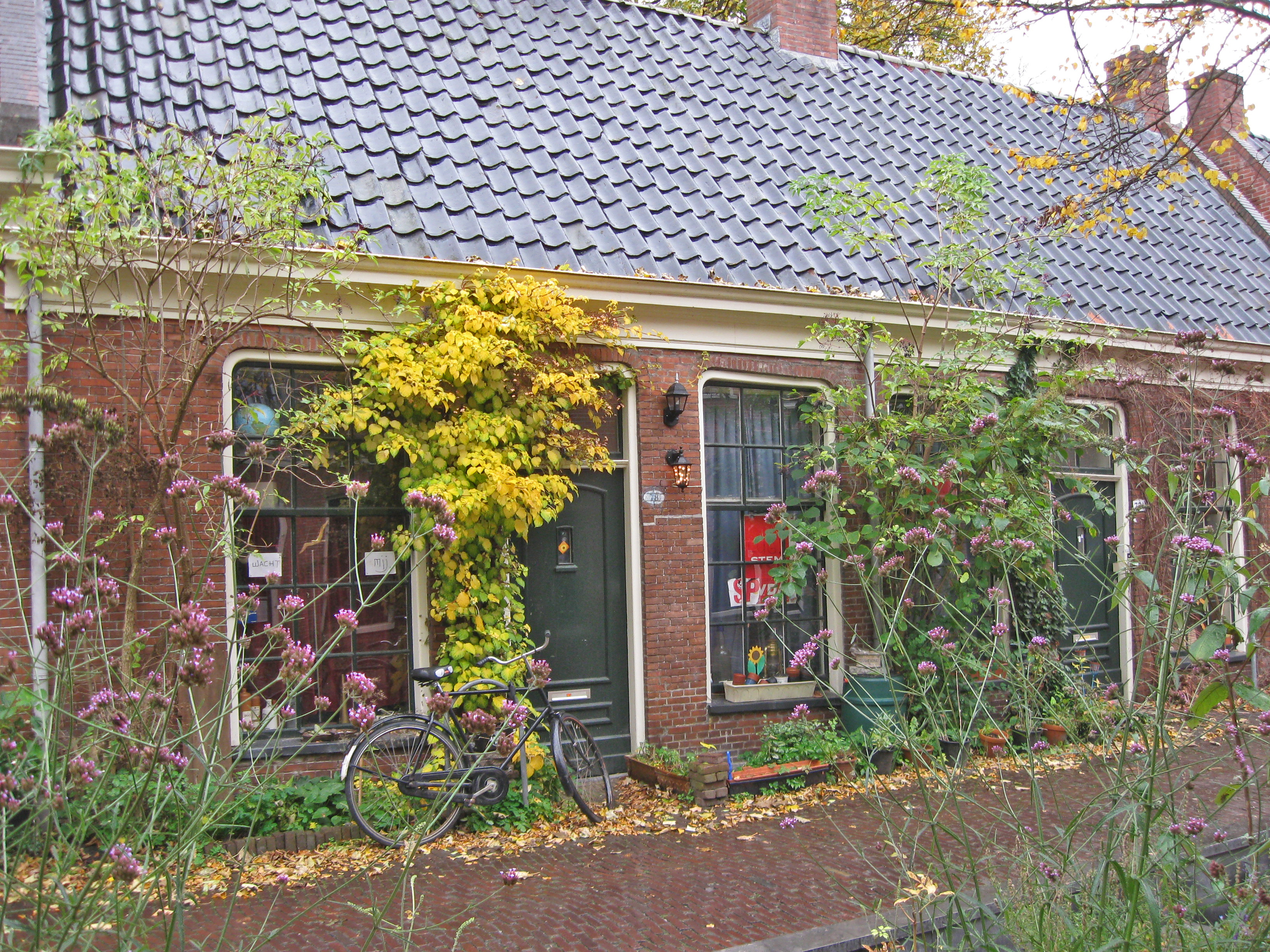
Het Gerarda Gockingagasthuis in de Grote Rozenstraat

Het Gerarda Gockingagasthuis is een voormalig gasthuis in de stad Groningen. Het staat aan de Grote Rozenstraat in de Hortusbuurt en is een rijksmonument (monumentnr. 485632).
Het gasthuis werd in 1870 gesticht door jonkheer Wolter Gockinga (1812-1883) ter nagedachtenis aan zijn vrouw, Gerarda Wolthers (1818-1867). In 1882 en 1891 werd het uitgebreid. Het was bestemd voor vrouwen die als dienstbode hadden gewerkt en ongehuwd waren gebleven dan wel weduwe waren geworden.
De huisjes werden in het begin van de jaren zeventig van de twintigste eeuw aangekocht door de universiteit die fors wilde uitbreiden in de Hortusbuurt. Na aanpassing van die plannen kon het gasthuis behouden blijven. De huisjes worden tegenwoordig bewoond door particulieren.
Aduardergasthuis ·
Anna Varvers Convent ·
Armhuiszitten Convent ·
Hofje Ceramstraat ·
Corneliagasthuis ·
Doopsgezind Gasthuis ·
Gerarda Gockingahuis ·
Hesselinkstichting ·
Jacob en Annagasthuis · 
Juffer Margarethagasthuis ·
Juffer Tette Alberdagasthuis ·
Jan Luitjensgasthuis ·
Mepschengasthuis ·
Middengasthuis (Kleine Rozenstraat) ·
Middengasthuis (Grote Leliestraat) ·
Latteringe Gasthuis ·
Pelstergasthuis ·
Pepergasthuis ·
Pieternellagasthuis ·
Remonstrants Gasthuis ·
Rustoord ·
Sint Anthonygasthuis ·
Sint Martinusgasthuis ·
Hofje Tellegenstraat ·
Ter Schouw-Van Sanen Stichting ·
Typografengasthuis ·
Ubbenagasthuis ·
Vrouw Fransensgasthuis ·
Vrouw Wilsoors- of Aaffien Olthofsgasthuis ·
Weldadige Stichting Ketelaar-Bos ·
Wytzes- of Schoonbeeksgasthuis ·
Zeylsgasthuis